# Ludmiła (żona Mieszka I Plątonogiego)
Ludmiła (zm.  20 października po 1210) – żona Mieszka I Plątonogiego.
Mieszko Plątonogi ożenił się z Ludmiłą między 1170 a 1178 r. Ze względu na imię naukowcy sądzą, że Ludmiła pochodziła z czeskiej dynastii Przemyślidów. Badacze różnią się w sprawie jej filiacji. Wysunięto hipotezę, że była prawdopodobnie córką Ottona III, księcia ołomunieckiego, i Durancji, zapewne córki wielkiego księcia kijowskiego Mścisława I. Pojawiły się też mniejszościowe hipotezy, że Ludmiła mogła być córką Sobiesława I, księcia czeskiego, albo Konrada II, księcia znojemskiego albo Włodzimierza, księcia ołomunieckiego.
Między 1202 a 1211 r. Ludmiła sprowadziła do Rybnika zakon norbertanek, fundując im klasztor i zapisując dochody z okolicznych miejscowości; w 1228 r. klasztor, na własną prośbę, został przeniesiony do Czarnowąs.
Z małżeństwa Ludmiły z Mieszkiem I Plątonogim pochodzili:
- Kazimierz I (ur. w okr. 1178–1180, zm. 13 V 1230), książę opolsko-raciborski,
- Ludmiła (ur. ?, zm. 24 stycznia (rok?)),
- Agnieszka (ur. ?, zm. 9 maja (rok?)),
- Eufrozyna (ur. ?, zm. 25 maja (rok?)), księżniczka opolska,
- Ryksa (ur. ?, zm. 2 maja po 1239).

## Genealogia
|  |  | Otton III ur. 1122, zm. 12 V 1160 lub Sobiesław I ur. 1086–1087, zm. 14 II 1140 lub Konrad II ur. ?, zm. po 1161 lub Włodzimierz Przemyślida ur. 1145, zm. 10 XII przed 1200 | Otton III ur. 1122, zm. 12 V 1160 lub Sobiesław I ur. 1086–1087, zm. 14 II 1140 lub Konrad II ur. ?, zm. po 1161 lub Włodzimierz Przemyślida ur. 1145, zm. 10 XII przed 1200 |  |  |  |  |  |  | Durancja ur. ? zm. 13 XII po 1160 lub Adelajda ur. 1105–1107, zm. 15 IX 1140 lub Maria serbska ur. ?, zm. po 1189 lub NN ur. ?, zm. ? | Durancja ur. ? zm. 13 XII po 1160 lub Adelajda ur. 1105–1107, zm. 15 IX 1140 lub Maria serbska ur. ?, zm. po 1189 lub NN ur. ?, zm. ? |  |  |
|  |  | | |  |  |  |  |  |  | | |  |  |
|  |  | | |  |  |  |  |  |  | | |  |  |
|  |  | | |  |  |  |  |  |  | | |  |  |

|                                                |                                                | Mieszko I Plątonogi ur. w okr. 1131–1146 zm. 16 V 1211 OO w okr. 1170–1178 | Mieszko I Plątonogi ur. w okr. 1131–1146 zm. 16 V 1211 OO w okr. 1170–1178 | Ludmiła (ur. ?, zm. 20 X po 1210) | Ludmiła (ur. ?, zm. 20 X po 1210) |                                        |                                        |                             |                             |
|                                                |                                                |                                                                            |                                                                            |                                   |                                   |                                        |                                        |                             |                             |
|                                                |                                                |                                                                            |                                                                            |                                   |                                   |                                        |                                        |                             |                             |
|                                                |                                                |                                                                            |                                                                            |                                   |                                   |                                        |                                        |                             |                             |
| Kazimierz I ur. w okr. 1178–1180 zm. 13 V 1230 | Kazimierz I ur. w okr. 1178–1180 zm. 13 V 1230 | Ludmiła ur. ? zm. 24 I (rok?)                                              | Ludmiła ur. ? zm. 24 I (rok?)                                              | Agnieszka ur. ? zm. 9 V (rok?)    | Agnieszka ur. ? zm. 9 V (rok?)    | Eufrozyna ur. ? zm. 23 lub 25 V (rok?) | Eufrozyna ur. ? zm. 23 lub 25 V (rok?) | Ryksa ur. ? zm. 2 V po 1239 | Ryksa ur. ? zm. 2 V po 1239 |